# Román Krugliakov
Román Nikoláyevich Krugliakov (en ruso: Роман Николаевич Кругляков; 26 de diciembre de 1971) es un deportista ruso que compitió en piragüismo en la modalidad de aguas tranquilas.
Ganó seis medallas en el Campeonato Mundial de Piragüismo entre los años 1999 y 2005, y nueve medallas en el Campeonato Europeo de Piragüismo entre los años 2001 y 2009.

## Palmarés internacional
| Campeonato Mundial | Campeonato Mundial           | Campeonato Mundial | Campeonato Mundial |
| Año                | Lugar                        | Medalla            | Competición        |
| ------------------ | ---------------------------- | ------------------ | ------------------ |
| 1999               | Milán (Italia)               | Medalla de oro     | C4 200 m           |
| 1999               | Milán (Italia)               | Medalla de oro     | C4 500 m           |
| 2001               | Poznań (Polonia)             | Medalla de bronce  | C4 500 m           |
| 2002               | Sevilla (España)             | Medalla de oro     | C4 200 m           |
| 2002               | Sevilla (España)             | Medalla de plata   | C4 500 m           |
| 2003               | Gainesville (Estados Unidos) | DSC                | C4 200 m           |
| 2003               | Gainesville (Estados Unidos) | DSC                | C4 500 m           |
| 2005               | Zagreb (Croacia)             | Medalla de oro     | C4 200 m           |
| Campeonato Europeo |                              |                    |                    |
| Año                | Lugar                        | Medalla            | Competición        |
| 2001               | Milán (Italia)               | Medalla de oro     | C4 1000 m          |
| 2002               | Szeged (Hungría)             | Medalla de oro     | C4 200 m           |
| 2002               | Szeged (Hungría)             | Medalla de plata   | C4 500 m           |
| 2002               | Szeged (Hungría)             | Medalla de bronce  | C4 1000 m          |
| 2004               | Poznań (Polonia)             | Medalla de plata   | C4 200 m           |
| 2004               | Poznań (Polonia)             | Medalla de plata   | C4 500 m           |
| 2005               | Poznań (Polonia)             | Medalla de plata   | C4 200 m           |
| 2008               | Milán (Italia)               | Medalla de bronce  | C4 500 m           |
| 2009               | Brandeburgo (Alemania)       | Medalla de bronce  | C4 1000 m          |

1. 1 2  Descalificación del relevo por dopaje de uno de sus componenetes (Serguei Uleguin).